# Marco Coti Zelati
Marco Coti Zelati (ur. 19 sierpnia 1975 w Mediolanie), włoski muzyk, kompozytor, basista i klawiszowiec. Zelati znany jest z wieloletnich występów w grupie muzycznej Lacuna Coil, której jest współzałożycielem.

## Instrumentarium
- Bass Custom Ibanez Prestige SR-3005 5-string[3]
- EMG-40P5 pickups[3]
- Dean Markley strings[3]
- Jim Dunlop .88mm picks[3]
- Rig Ampeg SVT-2PRO head[3]
- Ampeg SVT 8x10 cabinets[3]